# Салиху, Азиз
Азиз Салиху (алб. Aziz Salihu; род. 1 мая 1954, Приштина) — югославский албанский боксёр, представитель тяжёлой весовой категории. Выступал за сборную Югославии по боксу на всём протяжении 1980-х годов, бронзовый призёр летних Олимпийских игр в Лос-Анджелесе, обладатель двух бронзовых медалей чемпионатов Европы, чемпион Средиземноморских игр, многократный победитель югославского национального первенства, победитель и призёр многих турниров международного значения.

## Биография
Азиз Салиху родился 1 мая 1954 года в городе Приштина Косовско-Метохийской автономной области, Югославия. Серьёзно заниматься боксом начал в возрасте пятнадцати лет.
Впервые заявил о себе в 1972 году, став чемпионом Югославии среди юниоров в средней весовой категории.
В 1976 году в полутяжёлом весе одержал победу на международном турнире «Золотые перчатки» в Белграде, выиграв в финале у кубинца Хосе Рибальты. Принял участие в двух матчевых встречах со сборной Кубы.
На чемпионате Югославии 1979 года занял в зачёте тяжелой весовой категории второе место, уступив в финале Слободану Радуловичу. Попав в основной состав югославской национальной сборной, побывал на чемпионате Европы в Кёльне, тем не менее, был выбит из борьбы за медали уже на предварительном этапе.
В финале турнира 1980 года в Белграде победил чемпиона Европы Александра Ягубкина.
В 1980 году наконец выиграл югославское национальное первенство и благодаря череде удачных выступлений удостоился права защищать честь страны на летних Олимпийских играх в Москве, однако в первом же поединке категории свыше 81 кг со счётом 0:5 потерпел поражение от советского боксёра Петра Заева.
Защитил звание национального чемпиона в 1981 году, после чего завоевал бронзовую медаль на чемпионате Европы в Тампере — на стадии полуфиналов был остановлен здесь советским тяжеловесом Вячеславом Яковлевым. В матчевой встрече со сборной США встретился с американцем Тайреллом Биггсом и уступил ему по очкам.
В 1982 году отметился победой на чемпионате Балкан в Бурсе.
В 1983 году в матчевой встрече со сборной США взял верх над американцем Крейгом Пейном. При этом на европейском первенстве в Варне был побеждён в четвертьфинале немцем Улли Каденом.
Находясь в числе лидеров югославской национальной сборной, Салиху прошёл отбор на Олимпийские игры 1984 года в Лос-Анджелесе — в четвертьфинальном поединке категории свыше 91 кг прошёл немца Петера Хуссинга, но в полуфинале со счётом 0:5 потерпел поражение от Тайрелла Биггса и таким образом получил бронзовую олимпийскую медаль.
На чемпионате Европы 1985 года в Будапеште Азиз Салиху выиграл в тяжёлом весе бронзовую медаль, проиграв в полуфинале венгру Ференцу Шомоди.
В 1986 году выиграл международный турнир в Карлсруэ и побывал на чемпионате мира в Рино, где в четвертьфинале уступил представителю США Алексу Гарсии.
На европейском первенстве 1987 года в Турине остановился на стадии четвертьфиналов, тогда как на Средиземноморских играх в Латакии одолел всех своих оппонентов, а на Кубке мира в Белграде получил бронзу — во втором раунде полуфинального боя был нокаутирован Улли Каденом.
В 1988 году отправился боксировать на Олимпийских играх в Сеуле — здесь вновь встретился с Улли Каденом и снова проиграл ему.
После сеульской Олимпиады Азиз Салиху ещё в течение некоторого времени оставался в боксёрской команде Югославии и продолжал принимать участие в крупнейших международных турнирах. Так, в 1989 году он в очередной раз одержал победу на чемпионате Югославии и затем выступил на чемпионате Европы в Афинах, где в четвертьфинале потерпел поражение от болгарина Свилена Русинова.
Впоследствии принял гражданство Республики Македонии